# Тернівський гідрологічний заказник
Те́рнівський зака́зник — гідрологічний заказник місцевого значення в Україні. Об'єкт природно-заповідного фонду Сумської області. 
Розташований у межах Конотопського району Сумської області, між селами Вознесенка, Черепівка, Жуківка, Єрчиха. 
Площа 245.1 га. Статус надано згідно з рішенням облвиконкому від 18.12.1985 року № 355. Перебуває у віданні Буринської міської ради. 
Статус надано для збереження водно-лучно-болотного природного комплексу в заплаві та акваторії річки Терн (притока Сули). 